# Stazione di Yōkōdai
La Stazione di Yōkōdai (洋光台駅?, Yōkōdai-eki) è una stazione ferroviaria della città giapponese di Yokohama, nella prefettura di Kanagawa. Si trova nel quartiere di Isogo-ku ed è servita dalla linea Keihin-Tōhoku, parte della linea Negishi della JR East.

## Linee
- East Japan Railway Company
- ■ Linea Keihin-Tōhoku

## Struttura
La stazione JR di Yōkōdai è realizzata su un viadotto, con due marciapiedi laterali serventi due binari
| 1 | ■ Linea Keihin-Tōhoku - Negishi |  | per Kōnandai e Ōfuna                        |
| 2 | ■ Linea Keihin-Tōhoku - Negishi |  | per Yokohama, Kawasaki, Tokyo, Ueno e Ōmiya |
| 2 | ■ Linea Yokohama                |  | per Shin-Yokohama, Machida e Hachiōji       |

## Stazioni adiacenti
| «                             | Servizio                      | »                             |
| Linea Keihin-Tōhoku - Yōkōdai | Linea Keihin-Tōhoku - Yōkōdai | Linea Keihin-Tōhoku - Yōkōdai |
| ----------------------------- | ----------------------------- | ----------------------------- |
| Shin-Sugita                   | -                             | Kōnandai                      |